# Luftstreitkräfte der NVA
Luftstreitkräfte der NVA (Vzdušné síly NVA) bylo letectvo včleněné do Nationale Volksarmee. Vzniklo roku 1956 z letecké služby Volkspolizei poté, co Východní Německo vstoupilo s nově založenou NVA do Varšavského paktu. Struktura letectva byla rozčleněna do vojenského letectva a protivzdušné obrany státu.
Název Luftstreitkräfte byl již použit pro německé císařské letectvo během první světové války; po druhé světové válce západoněmecké letectvo přijalo název Luftwaffe, zatímco Východní Německo Luftstreitkräfte.
Výzbroj tvořily primárně sovětské letouny jako např. Su-22 nebo šest generací MiGů a také množství sovětských vrtulníků, či některých letadel z Československa. Mezi výzbroj patřily rakety země vzduch S-75 Dvina/Volchov, S-125 Něva, S-200 Wega a S-300 (před sjednocením vráceny do SSSR).

## Vybavení letectva v roce 1989
| Letadlo            | Foto            | Země původu          | Typ                                 | Ve službě       | U Luftwaffe v službě | Poznámky                        |
| Stíhací letadla    | Stíhací letadla | Stíhací letadla      | Stíhací letadla                     | Stíhací letadla | Stíhací letadla      | Stíhací letadla                 |
| ------------------ | --------------- | -------------------- | ----------------------------------- | --------------- | -------------------- | ------------------------------- |
| MiG-21             |                 | Sovětský svaz        | stíhací letadlo                     | 251             | –                    |                                 |
| MiG-29             |                 | Sovětský svaz        | vícúčelové stíhací letadlo          | 24              | do r. 2004           | 22 letadel bylo předáno Polsku. |
| MiG-23             |                 | Sovětský svaz        | stíhací letadlo                     | 47              | –                    |                                 |
| Bojová letadla     |                 |                      |                                     |                 |                      |                                 |
| MiG-23BN           |                 | Sovětský svaz        | útočné letadlo                      | 18              | –                    |                                 |
| Suchoj Su-22       |                 | Sovětský svaz        | útočné letadlo                      | 54              | –                    |                                 |
| Dopravní letadla   |                 |                      |                                     |                 |                      |                                 |
| Antonov An-2       |                 | Sovětský svaz Polsko | dopravní letadlo                    | 18              | –                    |                                 |
| Antonov An-26      |                 | Sovětský svaz        | dopravní letadlo                    | 12              | do r. 1994           |                                 |
| Iljušin Il-62      |                 | Sovětský svaz        | dopravní letadlo                    | 3               | do r. 1993           |                                 |
| Tupolev Tu-134     |                 | Sovětský svaz        | dopravní letadlo                    | 3               | do r. 1992           |                                 |
| Tupolev Tu-154     |                 | Sovětský svaz        | dopravní letadlo                    | 2               | do r. 1997           |                                 |
| Let L-410 Turbolet |                 | Československo       | lehké dopravní letadlo              | 12              | do r. 2000           |                                 |
| Zlín Z-43          |                 | Československo       | lehké dopravní letadlo              | 12              | –                    |                                 |
| Cvičná letadla     |                 |                      |                                     |                 |                      |                                 |
| Aero L-39 Albatros |                 | Československo       | cvičné letadlo                      | 52              | –                    |                                 |
| Vrtulníky          |                 |                      |                                     |                 |                      |                                 |
| Mil Mi-2           |                 | Polsko               | dopravní a cvičný vrtulník          | 25              | –                    |                                 |
| Mil Mi-8           |                 | Sovětský svaz        | dopravní vrtulník                   | 98              | do r. 1997           |                                 |
| Mil Mi-24          |                 | Sovětský svaz        | bojový/dopravní vrtulník            | 51              | do r. 1993           |                                 |
| Mil Mi-14          |                 | Sovětský svaz        | protiponorkový a záchranný vrtulník | 14              | –                    |                                 |